# Zwartvoorhoofdbabbelaar
De zwartvoorhoofdbabbelaar (Dumetia atriceps synoniem: Rhopocichla atriceps) is een zangvogel uit de familie Timaliidae (timalia's).

## Verspreiding en leefgebied
Deze soort komt voor in India en Sri Lanka en telt vier ondersoorten:
- D. a. atriceps: westelijk India.
- D. a. bourdilloni: zuidwestelijk India.
- D. a. siccata: noordelijk en oostelijk Sri Lanka.
- D. a. nigrifrons: zuidwestelijk Sri Lanka.

## Status
De grootte van de populatie is niet gekwantificeerd maar de soort wordt omschreven als algemeen. Op de Rode lijst van de IUCN heeft deze soort de status niet bedreigd.